# 만년자명종

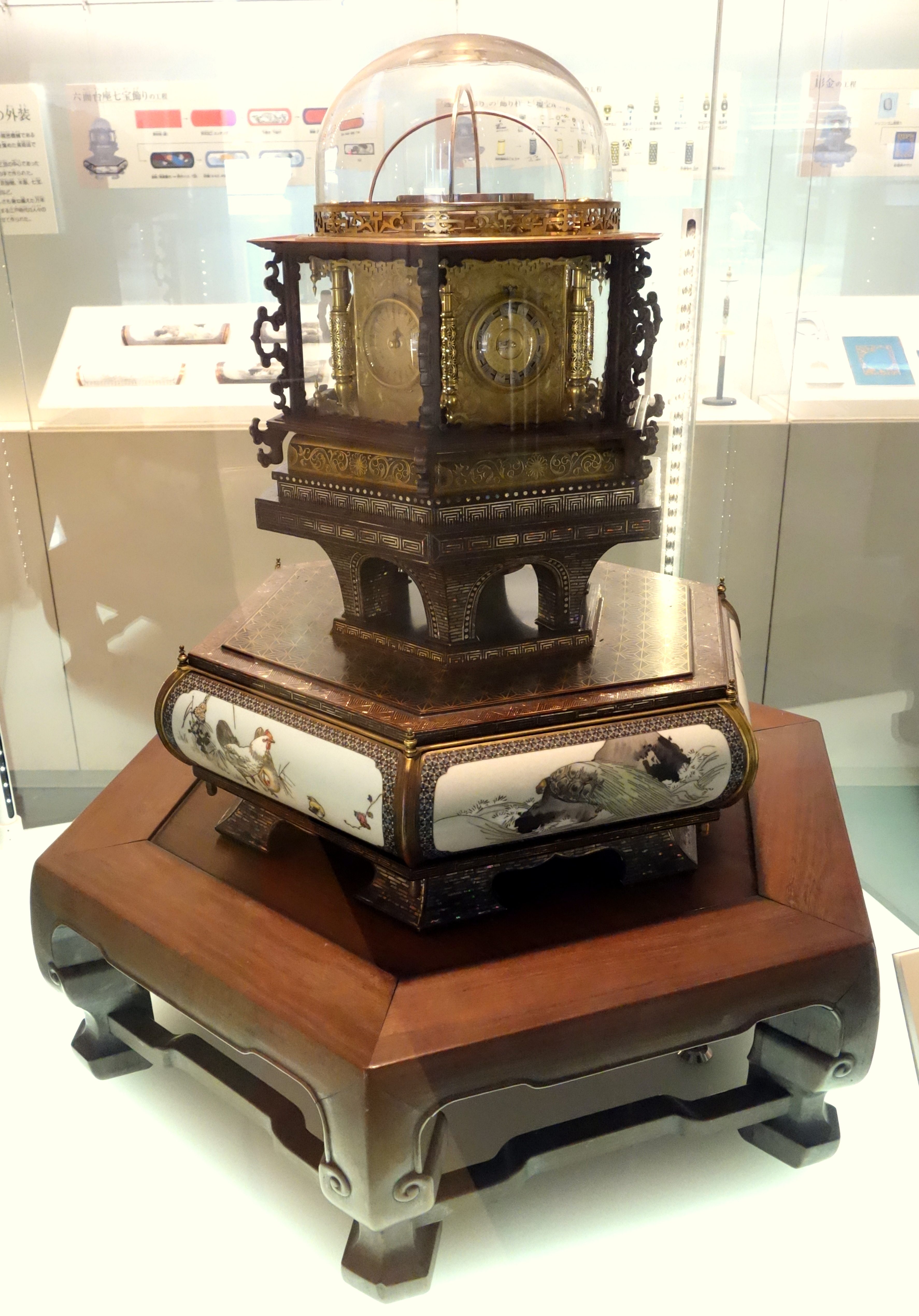

만년자명종(일본어: 萬秊自鳴鐘 만넨지메이쇼[*])은 에도 시대의 발명가 타나카 히라시게가 1851년에 제작한 천문시계이며 화시계(일본 전통 시계)다.
용수철로 작동한다. 용수철을 완전히 감으면 더 감지 않아도 1년간 작동한다. 시간을 7가지 방식(일반 시각, 주, 월, 달의 위상, 전통 시간, 절기)으로 표시하며 정각마다 종을 울린다. 1,000개 이상의 부품으로 이루어진 복잡한 물건으로, 3년에 걸쳐 만들어졌다.